# Bartók Világverseny és Fesztivál
A Bartók Világverseny és Fesztivál egy hatéves ciklusokból álló, komolyzenei versenysorozat, a budapesti Zeneakadémia rendezésében. 2019. szeptember 7–15. között az első versenyciklus harmadik fordulóját, a nemzetközi zongoraversenyt rendezik meg a Liszt Ferenc Zeneművészeti Egyetemen.

## Története
A Bartók Világverseny és Fesztivált 2017-ben, Bartók Béla születésének 135. évfordulója alkalmából hívta életre a Zeneakadémia azzal a céllal, hogy Bartók műveire irányítsa a felnövekvő zenész generáció legjobb hangszereseinek figyelmét, és fiatal zeneszerzőket inspiráljon új, Bartók szellemében íródó művek létrehozására.
A hatéves cikluson alapuló verseny a Bartók életmű legjellemzőbb vonulataira, a zongorára, a hegedűre és a kamarazenére, valamint a zeneszerzésre épülve teljesedik ki. Az egyes hangszeres versenyeket kétévente rendezik meg a Zeneakadémia Nagytermében, a köztes években pedig zeneszerzői verseny zajlik, amely mindig a következő hangszeres kategóriához kapcsolódik. Az első versenyciklus indító fordulója 2017-ben a hegedűsök versenye volt, ezt a következő évben zongoraművek írására meghirdetett zeneszerzőverseny követte, amelyre várakozáson felüli számú, 214 pályamű érkezett.
A hangszeres kategóriák versenyeinek évében tudományos konferenciára is sor kerül a Zenetudományi Intézetben, melynek középpontjában minden alkalommal Bartók áll. A hangszeres évek kísérő rendezvényei – szabadtéri koncertek, gyerekprogramok – bővítik a nemzetközi versenyt fesztivállá.

## Kategóriák

### Zongora: 2019, 2025
A zongoristák versenyére minden 32 évnél nem idősebb zongorista jelentkezhet a világ bármely országából, 2019-ben Liszt Ferenc egy tetszőleges etűdjével, és Bartók op. 14-es szvitjének egyik tételével. A verseny egy videós előselejtezőből és négy élő fordulóból épül fel, a nagydöntőbe három versenyző kerül be.

### Zeneszerzés: vonósnégyesre írt művek - 2020, 2026
A versenyciklusok negyedik fordulójában, 2020-ban és 2026-ban vonósnégyesre írt zeneművekkel pályázhatnak 40 év alatti zeneszerzők a világ bármely országából.

### Vonósnégyes - 2021, 2027
A Bartók Világverseny és Fesztivál versenyciklusainak tetőpontja a vonósnégyesek 2021-ben és 2027-ben sorra kerülő versenye, amelynek versenydarabjai részben a 2020-as és a 2026-os zeneszerzés forduló legjobb pályaművei közül kerülnek ki.

### Zeneszerzés: hegedűre írt művek - 2022, 2028
Az egyes versenyciklusokat a következő ciklust előkészítő forduló, a hegedűre írt művek versenye zárja.

### Hegedű: 2017, 2023
A versenyciklus első, 2017-ben megrendezett fordulóján, a hegedűművészek versenyén 44-en indultak. Közülük heten jutottak a kamarazenekari döntőbe, ahonnan három versenyző mehetett tovább a nagyzenekari döntőbe. A zsűri döntése értelmében az első díjat Cosima Soulez-Lariviere francia-holland hegedűművész nyerte, a másodikat Takagi Ririko, a harmadik helyet pedig Langer Ágnes kapta; az eredményt a 2017 szeptember 17-én tartott gálakoncerten hirdették ki a Zeneakadémián.

### Zeneszerzés: zongorára írt művek - 2018, 2024
A Bartók Világverseny és Fesztivál 2018-as zeneszerzői fordulóját kiemelt nemzetközi népszerűség övezte. Több mint kétszáz – a kiírásnak megfelelően 40 év alatti – komponista írt 5-6 perces szóló zongoradarabot a versenyre. A 25 magyar jelentkezővel együtt 53 országból összesen 214 pályamű érkezett. Az I. helyezést Dobos Dániel Drumul Dracului című műve érdemelte ki, a II. helyen Sang Un Kang dél-koreai komponista zongoradarabja végzett, a III. helyezettnek járó díjat pedig a dél-koreai Dongryul Lee megosztva kapta egy másik magyar versenyzővel, Stark János Mátyással. A díjakat november 25-én Bartók Béla levelezésének részleteivel tarkított ünnepi esten adták át a Liszt Ferenc Zeneművészeti Egyetemen. A legjobb művek olyan kiemelkedő zongoraművészek tolmácsolásában hangzottak el, mint Balázs János, Fülei Balázs Archiválva 2019. június 7-i dátummal a Wayback Machine-ben és Kálvin Balázs.

## Zsűri
A verseny zsűrijében a Zeneakadémia felkérésére a világ élvonalbeli művészei vesznek részt. A hegedűsök versenyének zsűrijében 2017-ben Salvatore Accardo zsűrielnök mellett Takashi Shimizu, Quian Zhou, Joel Smirnoff, Krzysztof Wegryzn, Yvan Zenaty mellett Szabadi Vilmos, Kelemen Barnabás és Dr. Tallián Tibor, a zeneszerzők versenyének zsűrijében 2018-ban pedig Thomas Adés zsűrielnök mellett Unsuk Chin, Chaya Czernowin, Andrej Korobejnyikov és Fekete Gyula foglalt helyet. A zongoristák 2019-es versenyének zsűrije: Andrej Korobejnyikov, Klara Min, Alexandre Moutouzkine, Einar Steen-Nøkleberg, Mūza Rubackytė, Kendzsi Watanabe, Dr. Tallián Tibor, Vásáry Tamás és Dráfi Kálmán.

## Díjazottak
A hegedűsök versenyét 2017-ben Cosima Soulez-Lariviere nyerte, a második helyet Takagi Ririko, a harmadik helyet pedig Langer Ágnes kapta. A zeneszerzők versenyében 2018-ban Dobos Dániel érdemelte ki az első helyezést, a második helyen Sang Un Kang végzett, a harmadik helyet Dongryul Lee és Stark János Mátyás megosztva kapta.

## A fesztivál szervezői és fenntartói
A verseny szervezője a Zeneakadémia, lebonyolításában partnerként működik közre a Zenetudományi Intézet és a Bartók Emlékház. A verseny megrendezését az Emberi Erőforrások Minisztériuma támogatja.